# 울진 쌍전리 산돌배나무
울진 쌍전리 산돌배나무는 대한민국 경상북도 울진군 서면 쌍전리에 있는 산돌배나무이다. 대한민국의 천연기념물 제408호로 지정되어 있다.